# Lysiostyles
Lysiostyles, monotipski rod slakovki smješten u tribus Maripeae, dio potporodice  Convolvuloideae. Jedina vrsta je L. scandens, lijana rasprostranjena po tropskoj Južnoj Americi. 
Rod je opisan u London Journal of Botany 5: 356. 1846.

## Sinonimi
- Lysiostyles pubescens Gleason; Bull. Torrey Bot. Cl. 54: 616 (1927)
- Lysiostyles scandens var. latifolia Benth.; London J. Bot. 5: 356 (1846)